# Iskrivka, Ciutove
Iskrivka (în ucraineană Іскрівка) este o comună în raionul Ciutove, regiunea Poltava, Ucraina, formată numai din satul de reședință.

## Demografie
Componența lingvistică a comunei Iskrivka
     Ucraineană (94,9%)
     Rusă (4,05%)
     Alte limbi (0,45%)
Conform recensământului din 2001, majoritatea populației comunei Iskrivka era vorbitoare de ucraineană (94,9%), existând în minoritate și vorbitori de rusă (4,05%).